# ستويكوفيتشي (كونييتش)
ستويكوفيتشي (بالسيريلية Стојковићи) هي قرية في البوسنة والهرسك. وهي تقع في بلدية كونييتش التابعة لكانتون الهرسك-نيريتفا في اتحاد البوسنة والهرسك. طبقا لنتائج تعداد البوسنة عام 2013 فقد كان عدد سكانها 28 نسمة.

## التركيبة السكانية

### التطور التاريخي للسكان
| 1961 | 1971 | 1981 | 1991 | 2013 |
| ---- | ---- | ---- | ---- | ---- |
| 154  | 171  | 162  | 110  | 28   |

## وصلات خارجية
- Maplandia (بالإنجليزية)